# Ria Visser
Adriana Johanna "Ria" Visser (ur. 20 lipca 1961 w Oud-Beijerland) – holenderska łyżwiarka szybka, srebrna medalistka olimpijska.

## Kariera
Pierwszy sukces w karierze Ria Visser osiągnęła w 1979 roku, kiedy była trzecia w wieloboju podczas mistrzostw świata juniorów w Grenoble. Wynik ten powtórzyła na rozgrywanych rok później mistrzostwach świata juniorów w Assen. Jej największym osiągnięciem jest srebrny medal zdobyty w biegu na 1500 m podczas igrzysk olimpijskich w Lake Placid. W zawodach tych wyprzedziła ją jedynie rodaczka Annie Borckink, a trzecie miejsce zajęła Sabine Becker z NRD. Na tych samych igrzyskach wystartowała na dwukrotnie dłuższym dystansie, jednak wywróciła się i nie ukończyła rywalizacji. Na rozgrywanych cztery lata później igrzyskach olimpijskich w Sarajewie jej najlepszym wynikiem było trzynaste miejsce w biegu na 1500 m. Nigdy nie zdobyła medalu mistrzostw świata, jej najlepszym rezultatem jest szóste miejsce wywalczone podczas wielobojowych mistrzostw świata w Hadze w 1979 roku. Była też czwarta na mistrzostwach Europy w Groningen w 1985 roku, przegrywając walkę o podium z Sabine Brehm z NRD. Kilkakrotnie startowała w zawodach Pucharu Świata, jednak nigdy nie stanęła na podium. Najlepsze wyniki osiągnęła w sezonie 1987/1988, kiedy była jedenasta w klasyfikacji końcowej 3000/5000 m. W latach 1980 i 1983-1986 zwyciężała na mistrzostwach Holandii w wieloboju.